# Мюнхенський міський музей
Мюнхенський міський музей (нім. Münchner Stadtmuseum) — один з основних музеїв Мюнхена, заснований в 1888 році Ернстом фон Дестуше і розташований у будівлі колишнього арсеналу і стаєнь, побудованих наприкінці пізнього готичного періоду.
Постійні виставки музею:
- Історія і культури Мюнхена від його заснування до наших днів
- Націонал-соціалізм в Мюнхені
- Колекція музичних інструментів
- Колекція ляльок і історія місцевого лялькового театру
- Колекція фотографій
- Музей історії кіно

## Ресурси Інтернету
- Вікісховище має мультимедійні дані за темою: Мюнхенський міський музей
- Сайт міського музею Мюнхена [Архівовано 14 серпня 2020 у Wayback Machine.] (нім.)
- www.muenchner-stadtmuseum.de [Архівовано 21 січня 2017 у Wayback Machine.] Offizielle Website des Münchner Stadtmuseums
- Münchner Stadtmuseum auf www.muenchen.de [Архівовано 12 грудня 2008 у Wayback Machine.]
- Die Moriskentänzer des Erasmus Grasser [Архівовано 18 грудня 2014 у Wayback Machine.]